# Brejo
Brejo là một đô thị thuộc bang Maranhão, Brasil. Đô thị này có diện tích 1074,5 km², dân số năm 2007 là 29272 người, mật độ 27,24 người/km².